# Douglas Murray (giornalista)
Douglas Murray (Londra, 16 luglio 1979) è un giornalista e commentatore politico britannico.
Ha fondato il Center for Social Cohesion nel 2007, che è entrato a far parte della Henry Jackson Society, dove è stato direttore associato dal 2011 al 2018. È anche editore associato della rivista politica e culturale britannica The Spectator.
Murray ha scritto articoli per pubblicazioni come Standpoint e The Wall Street Journal.

## Biografia
All'età di 19 anni, mentre frequentava il secondo anno all'Università di Oxford, Murray pubblicò Bosie: A Biography of Lord Alfred Douglas. Dopo aver lasciato Oxford, Murray scrisse un'opera teatrale, Nightfall, sul diplomatico svedese Raoul Wallenberg.
Nel 2006, Murray ha pubblicato una difesa del neoconservatorismo, Neoconservatism: Why We Need It e ha fatto un giro di conferenze per promuovere il libro negli Stati Uniti. Nel 2016, Murray ha organizzato un concorso attraverso The Spectator in cui i partecipanti sono stati invitati a presentare poesie offensive sul presidente turco Recep Tayyip Erdoğan, con un primo premio di £ 1.000 donato da un lettore.
Nel 2017 ha pubblicato The Strange Death of Europe: Immigration, Identity, Islam, in cui sostiene che l'Europa "stia suicidandosi" attraverso l'immigrazione non europea. Il titolo è rimasto per quasi 20 settimane nella lista dei best seller del Sunday Times ed è stato pubblicato in più di 20 lingue in tutto il mondo.

## Posizioni politiche
Murray è stato descritto come un conservatore, un neoconservatore e un critico dell'Islam. Le sue opinioni e la sua ideologia sono state collegate alle ideologie politiche di estrema destra da fonti accademiche e giornalistiche.
È stato anche accusato di promuovere teorie cospirative di estrema destra quali Eurabia e la sostituzione etnica, e di essere islamofobo, sebbene lo stesso Murray lo abbia negato e abbia espresso critiche a determinate figure e partiti politici di estrema destra.
Il suo libro La strana morte dell'Europa, in cui si prefigura la distruzione dell'Europa a causa della diffusione dell'Islam, viene frequentemente citato da gruppi anti-immigrati e da politici di estrema destra come Viktor Orbán.
Murray è apertamente omosessuale ma critica la teoria del genere.

## Pubblicazioni
- Neoconservatism: Why We Need It (2005),
- Bloody Sunday: Truths, Lies and the Saville Inquiry (2011)
- La strana morte dell'Europa (The Strange Death of Europe: Immigration, Identity, Islam, Neri Pozza, 2017)
- La pazzia delle folle (The Madness of Crowds: Gender, Race and Identity, 2019)
- Islamophilia: A Very Metropolitan Malady (2020)